# 10 cm K 14
10 cm Kanone 14 или 10 cm K 14 — 105-мм полевое орудие германской армии времён Первой мировой войны, модификация старого орудия 10 cm K 04. Могло трансформироваться в зенитное орудие. Производилось с мая 1915 года до конца войны.

## Описание
В большинстве своём это орудие предназначалось как для обстрела пехотных позиций и разрушения укреплений, так и для борьбы с авиацией. Устанавливалось на специальную платформу, позволявшую при ведении зенитного огня разворачивать орудие на все 360°. Угол наклона был поднят на 15° по сравнению с оружием предшественников, а новая конструкция снижала отдачу при стрельбе под большим углом. Двойная система прицеливания повышала точность при стрельбе по самолётам. Оружие перевозилось упряжкой из шести лошадей. Несмотря на все доработки, орудие не оказалось эффективным против авиации и чаще использовалось именно как полевое.